# 親子弁護士の探偵帖
『親子弁護士の探偵帖』（おやこべんごしのたんていちょう）は、1995年から1997年までTBS系「月曜ドラマスペシャル」で放送されたテレビドラマシリーズ。全3回。主演は古谷一行。

## 登場人物

### 主人公と家族
戸田信一郎
演 - 古谷一行
戸田法律事務所の弁護士。妻とは離婚している。
大野あずみ
演 - 水野美紀
信一郎の娘。母と暮らしている。
戸田太一郎
演 - 大滝秀治
戸田法律事務所の弁護士。信一郎の父親。

### ゲスト
第1作（1995年）
- 藤崎源之助（旅館「葵館」経営者・戸田太一郎の古い友人） - 織本順吉
- 藤崎武志（源之助の息子） - 円谷浩
- 藤崎貴代（旅館「葵館」女将・源之助の後妻・武志の義母） - 余貴美子
- 藤崎愛（武志の妻） - 河合美智子
- 西村（支配人） - 矢島健一
- 大橋芳枝、根津修平、宮部昭夫、古郡雅浩、諏訪太朗、森川数間、山吉克昌、井川晃一、キモサベポン太、矢野洋子、須藤真里子、石井くに子、桜岡あつこ

第2作（1996年）
- 宮田由佳（治男の長女・クラブ「スワニー」ママ） - 床嶋佳子
- 宮田麻美（治男の次女） - 若林志穂
- 宮田直人（麻美の夫・婿養子） - 羽場裕一
- 牧原涼子（治男の隠し子） - 遠藤久美子
- 宮田治男（ホテル「水月花」経営者） - 小林昭二
- 牧原すずえ（涼子の母親・源氏名「金太郎」） - 林美智子
- 山吉克昌、嶺田則夫、大橋伸予、境賢一、海一生、牧口元美、守口文子、渕野直幸、細野哲弘、木村伸一、岩川しげ美

第3作「恋と罠に落ちて」（1997年）
- 風村由輝（女優） - 一路真輝
- 桂木さと子（由輝の幼なじみ） - 杉山亜矢子
- 桜田悟（由輝のマネージャー） - 小木茂光
- 木崎豊（浩司の父） - 大下哲也
- 田島修平（由輝の同級生） - 水谷敦詞
- 宮本啓吉 - 山本哲也
- 風村ちづ（由輝の母親） - 岩本多代
- 木村徹 - 志賀圭二郎
- 林文雄 - 佐々木研
- 木崎浩司（由輝に片想いしていた） - 藤本聡
- 山形肇（由輝の所属する劇団の演出家） - 塩野谷正幸
- 桂木祐介（さと子の夫・由輝とさと子の高校時代の恩師） - 三浦浩一
- 伊藤聡、境賢一、望月ゆかり、三田村周三、朝倉伸二、築出静夫、江端英久、清水保行、浅倉いづみ、山下裕美子、雨池由美子、山本麻生、白岩遊馬、奈良坂篤、小林幸彦、小林和之、鳥木元博、望月太郎、百瀬しづか、石川容代

## スタッフ
- 脚本 - 福田卓郎（第1作 - 第2作）、松島哲也、高橋淑子（第3作）
- 演出 - 松島哲也（第1作 - 第2作）
- 監督 - 窪田篤人（第3作）、松島哲也（第3作）
- 音楽 -
- プロデューサー - 山本典助、斉藤守恒、飯島敏宏
- 製作 - 木下プロダクション、TBS

## 放送日程
| 話数 | 放送日         | サブタイトル   | 脚本              | 監督              |
| ---- | -------------- | -------------- | ----------------- | ----------------- |
| 1    | 1995年06月12日 |                | 福田卓郎 松島哲也 | 松島哲也（演出）  |
| 2    | 1996年07月22日 |                | 福田卓郎 松島哲也 | 松島哲也（演出）  |
| 3    | 1997年10月13日 | 恋と罠に落ちて | 松島哲也 高橋淑子 | 窪田篤人 松島哲也 |